# John Mensah
John Mensah (nascut a Obuasi el 29 de novembre de 1982) és un exfutbolista professional ghanès que jugava com a defensa.